# サマーカップ
サマーカップとは岐阜県地方競馬組合が笠松競馬場のダート1400mで施行する地方競馬の重賞（SPII）競走である。正式名称は「スポーツニッポン杯 サマーカップ」、スポーツニッポン新聞社が優勝杯を提供している。

## 概要
1978年にサラブレッド系4歳（現3歳）以上の東海（愛知・笠松）所属馬限定の重賞競走「サマーカップ」として創設。創設から一貫してダート1400mで施行されている。1996年から東海地区重賞格付け制度施行によりSPIII（スーパープレステージスリー）に格付けされた。
1997年から北陸・東海地区交流競走として施行、金沢所属の競走馬が出走可能となり、2000年から北陸・東海・近畿地区交流競走として施行、兵庫所属の競走馬が出走可能となる。
2001年から1着馬のみ、中央競馬のスプリンターズステークスのトライアル競走の北陸・東海・近畿地区（2006年からは中国地区を含む）のブロック代表馬としてスプリンターズステークストライアル（アイビスサマーダッシュ、セントウルステークス）への出走権が与えられる。更にアイビスサマーダッシュまたはセントウルステークスのどちらかの競走で上位2着までに入賞すると、スプリンターズステークスへ出走可能となる。2006年からは北陸・東海・近畿・中国地区交流となり、福山所属の競走馬が出走可能となる。福山競馬場の廃止により、2013年からは北陸・東海・近畿地区交流競走として施行されていたが、2024年より北陸・東海地区交流競走として施行されることになった。
2019年より格付けがSPIIIからSPIIに格上げされた。
2024年現在、くろゆり賞のトライアルとなっている。

### 条件・賞金（2024年）
出走条件
サラブレッド系3歳以上、北陸、東海所属。
- 東海所属は前年6月20日から本年6月21日の間に出走実績を持つB級以上馬、他地区所属は前年6月20日から本年6月20日の間に出走実績を有する馬。
- 出走枠は他地区所属4頭以下、東海所属8頭以上（原則笠松4頭以上、名古屋4頭以下）。

負担重量
別定。3歳55kg、4歳以上57kg（牝馬2kg減）。
賞金等
1着400万円、2着140万円、3着80万円、4着40万円、5着20万円、着外4万円。
副賞
スポーツニッポン新聞社賞、東海地方公営競馬協会会長賞。
優先出走権付与
優勝馬にくろゆり賞の優先出走権が付与される。

## 歴史
- 1978年 - 笠松競馬場のダート1400mのサラブレッド系4歳（現3歳）以上の東海所属馬限定の別定重量の重賞競走「サマーカップ」として創設。
- 1981年 - 愛知の野島三喜雄が調教師として史上初の連覇。
- 1983年
  - 愛知の黒宮高徳が騎手として史上初の4連覇。
  - 愛知の福田秀己が調教師として史上2人目の連覇。
- 1986年
  - 笠松のマルゼンスターが史上初の連覇。
  - 笠松の後藤保が調教師として史上3人目の連覇。
- 1993年 - 笠松のロングニュートリノが当競走で史上2頭目の2度目の優勝。
- 1996年 - 東海地区重賞格付け制度施行によりSPIIIに格付け
- 1997年 - この年から北陸・東海地区交流競走として施行され、出走条件を「サラブレッド系4歳（現3歳）以上の北陸・東海所属馬」に変更。
- 1999年 - 笠松の荒川友司が調教師として史上4人目の連覇。
- 2000年 - この年から北陸・東海・近畿地区交流競走として施行され、出走条件を「サラブレッド系4歳（現3歳）以上の北陸・東海・近畿所属馬」に変更。
- 2001年
  - 馬齢表示の国際基準への変更に伴い、出走条件を「サラブレッド系4歳以上の北陸・東海・近畿所属馬」から「サラブレッド系3歳以上の北陸・東海・近畿所属馬」に変更。
  - 1着馬にスプリンターズステークストライアルへの出走権が付与される様になる。
- 2004年
  - 笠松のブルックリンガイが史上2頭目の連覇かつ当競走で史上3頭目の2度目の優勝。
  - 笠松の濱口楠彦が騎手として史上2人目の連覇。
  - 笠松の柳江仁が調教師として史上5人目の連覇。
- 2006年 - この年から北陸・東海・近畿・中国地区交流競走として施行され、出走条件を「サラブレッド系3歳以上の北陸・東海・近畿・中国所属馬」に変更。
- 2009年 - 兵庫のベストタイザンが他地区の地方所属馬として史上初の優勝。
- 2013年 - 福山競馬場の廃止に伴い、出走条件を「サラブレッド系3歳以上の北陸・東海・近畿所属馬」に変更。
- 2018年 - 「スポーツニッポン創刊70周年記念杯 サマーカップ」として施行。
- 2019年 - 格付けをSPIIIからSPIIに昇格。
- 2020年 - 笠松競馬場の走路改修工事に伴い開催休止。
- 2021年 - 不祥事の影響による開催自粛で施行なし。
- 2023年 - 「スポーツニッポン創刊75周年記念杯 サマーカップ」として施行。
- 2024年 - 出走条件を「サラブレッド系3歳以上の北陸・東海所属馬」に変更。
- 2025年 - 笠松競馬場の走路改修工事に伴い開催休止[5]。

### 歴代優勝馬
| 回数   | 施行年月日    | 優勝馬             | 性齢     | 所属     | タイム   | 優勝騎手 | 管理調教師 |
| ------ | ------------- | ------------------ | -------- | -------- | -------- | -------- | ---------- |
| 第1回  | 1978年7月23日 | ダイタクチカラ     | 牡5      | 笠松     | 1:26.8   | 原隆男   | 倉間昭夫   |
| 第2回  | 1979年7月22日 | アドミアサハタ     | 牡5      | 笠松     | 1:27.4   | 安藤勝己 | 吉田秋好   |
| 第3回  | 1980年7月20日 | アサヒテルヒカリ   | 牝5      | 愛知     | 1:26.8   | 黒宮高徳 | 野島三喜雄 |
| 第4回  | 1981年7月19日 | クインレデイー     | 牝6      | 愛知     | 1:26.9   | 黒宮高徳 | 野島三喜雄 |
| 第5回  | 1982年7月25日 | トレビカツオウ     | 牡5      | 愛知     | 1:26.9   | 黒宮高徳 | 福田秀己   |
| 第6回  | 1983年7月31日 | サクラハイデン     | 牡5      | 愛知     | 1:27.0   | 黒宮高徳 | 福田秀己   |
| 第7回  | 1984年7月29日 | ボールドマツクス   | 牡4      | 笠松     | 1:26.4   | 伊藤強一 | 大倉譲     |
| 第8回  | 1985年7月28日 | マルゼンスター     | 牡5      | 笠松     | 1:26.0   | 安藤勝己 | 後藤保     |
| 第9回  | 1986年7月27日 | マルゼンスター     | 牡6      | 笠松     | 1:27.7   | 川原正一 | 後藤保     |
| 第10回 | 1987年7月29日 | トウカイオー       | 騸5      | 笠松     | 1:27.6   | 伊藤浩臣 | 小井土金一 |
| 第11回 | 1988年7月27日 | ワカオライデン     | 牡7      | 笠松     | 1:26.2   | 安藤光彰 | 荒川友司   |
| 第12回 | 1989年7月26日 | アエロプラーヌ     | 牡4      | 笠松     | 1:26.4   | 安藤勝己 | 吉田秋好   |
| 第13回 | 1990年7月25日 | ハツピーダンデイ   | 牡5      | 笠松     | 1:26.5   | 坂口重政 | 飯干秀人   |
| 第14回 | 1991年7月24日 | ロングニュートリノ | 牡6      | 笠松     | 1:26.0   | 松原義夫 | 青木和夫   |
| 第15回 | 1992年7月29日 | ベッスルエース     | 牡4      | 笠松     | 1:28.2   | 安藤光彰 | 飯干秀人   |
| 第16回 | 1993年7月25日 | ロングニュートリノ | 牡8      | 笠松     | 1:27.3   | 松原義夫 | 青木和夫   |
| 第17回 | 1994年7月31日 | ミスオペラ         | 牝4      | 笠松     | 1:27.7   | 川原正一 | 原隆男     |
| 第18回 | 1995年8月2日  | アメージングレイス | 牡4      | 笠松     | 1:28.2   | 安藤勝己 | 荒川友司   |
| 第19回 | 1996年7月17日 | トモエギャル       | 牝6      | 笠松     | 1:26.9   | 安藤光彰 | 柳江俊明   |
| 第20回 | 1997年7月13日 | キタイセタテヤマ   | 牡5      | 笠松     | 1:28.8   | 川原正一 | 原隆男     |
| 第21回 | 1998年7月15日 | ランフォータックス | 牡6      | 笠松     | 1:27.7   | 安藤勝己 | 荒川友司   |
| 第22回 | 1999年7月14日 | トミケンシルバー   | 牡5      | 笠松     | 1:25.5   | 川原正一 | 荒川友司   |
| 第23回 | 2000年7月12日 | エイシンナポレオン | 牡6      | 笠松     | 1:27.9   | 坂口重政 | 山際孝幸   |
| 第24回 | 2001年6月19日 | シュウタイセイ     | 牡4      | 笠松     | 1:27.4   | 安藤勝己 | 後藤保     |
| 第25回 | 2002年5月29日 | イッコーオー       | 牡6      | 愛知     | 1:27.5   | 竹下太   | 岩田幸一   |
| 第26回 | 2003年6月27日 | ブルックリンガイ   | 牡6      | 笠松     | 1:25.8   | 濱口楠彦 | 柳江仁     |
| 第27回 | 2004年6月25日 | ブルックリンガイ   | 牡7      | 笠松     | 1:30.0   | 濱口楠彦 | 柳江仁     |
| 第28回 | 2005年6月22日 | レジェンドハンター | 牡8      | 笠松     | 1:26.5   | 安藤光彰 | 大橋敬永   |
| 第29回 | 2006年6月16日 | マイネフォクシー   | 牝5      | 愛知     | 1:26.6   | 丸野勝虎 | 竹地正樹   |
| 第30回 | 2007年6月14日 | マサアンビション   | 牡8      | 愛知     | 1:25.7   | 戸部尚実 | 瀬戸口悟   |
| 第31回 | 2008年6月12日 | シールビーバック   | 牝6      | 笠松     | 1:27.7   | 濱口楠彦 | 伊藤強一   |
| 第32回 | 2009年6月11日 | ベストタイザン     | 牡7      | 兵庫     | 1:26.4   | 下原理   | 齊藤裕     |
| 第33回 | 2010年6月11日 | エーシンアクセラン | 牡6      | 笠松     | 1:25.4   | 花本正三 | 伊藤強一   |
| 第34回 | 2011年7月1日  | エーシンクールディ | 牝5      | 笠松     | 1:24.4   | 岡部誠   | 伊藤強一   |
| 第35回 | 2012年7月27日 | シンボリバッハ     | 騸8      | 兵庫     | 1:26.8   | 木村健   | 吉行龍穂   |
| 第36回 | 2013年7月12日 | リプレイスインディ | 騸4      | 笠松     | 1:26.4   | 佐藤友則 | 井上孝彦   |
| 第37回 | 2014年7月3日  | クリスタルボーイ   | 牡7      | 愛知     | 1:25.8   | 戸部尚実 | 川西毅     |
| 第38回 | 2015年6月18日 | タガノジンガロ     | 牡8      | 兵庫     | 1:24.4   | 木村健   | 新子雅司   |
| 第39回 | 2016年7月13日 | マルトクスパート   | 牡6      | 兵庫     | 1:26.6   | 川原正一 | 田中範雄   |
| 第40回 | 2017年7月13日 | トランヴェール     | 牡6      | 兵庫     | 1:25.2   | 永島太郎 | 長南和宏   |
| 第41回 | 2018年7月12日 | エイシンバランサー | 牡6      | 兵庫     | 1:25.3   | 下原理   | 新子雅司   |
| 第42回 | 2019年7月18日 | エイシンエンジョイ | 牡4      | 兵庫     | 1:24.9   | 下原理   | 橋本忠明   |
| 第43回 | 2021年        | 開催中止           | 開催中止 | 開催中止 | 開催中止 | 開催中止 | 開催中止   |
| 第44回 | 2022年7月14日 | ファストフラッシュ | 牡7      | 金沢     | 1:28.5   | 青柳正義 | 鈴木正也   |
| 第45回 | 2023年7月6日  | パールプレミア     | 牝5      | 兵庫     | 1:26.6   | 笹田知宏 | 新子雅司   |
| 第46回 | 2024年7月4日  | エイシンヌウシペツ | 牝5      | 笠松     | 1:27.1   | 渡邊竜也 | 笹野博司   |

※馬齢は2000年以前についても現表記を用いる。

### 各回競走結果の出典
- サマーカップ 歴代優勝馬（地方競馬全国協会）